# Cariblatta unguiculata
Cariblatta unguiculata är en kackerlacksart som beskrevs av Rehn, J. A. G. och Morgan Hebard 1927. Cariblatta unguiculata ingår i släktet Cariblatta och familjen småkackerlackor.
Artens utbredningsområde är Dominikanska republiken. Inga underarter finns listade.